# Thomas Wark
Thomas Wark (* 3. April 1957 in Viersen) ist ein deutscher Sportjournalist.
Wark wurde als Sohn von Oskar Wark, der für das ZDF als Sportjournalist arbeitete, geboren. Nach dem Abitur 1976 und dem Zivildienst studierte er von 1978 bis 1982 Anglistik, Amerikanistik und Geschichte an der Universität Mainz. Daneben war er ab 1980 als Hospitant bei Antenne 2, beim SWF, bei der BBC und beim ZDF tätig. 1983 wurde er freier Mitarbeiter beim NDR, moderierte dort eine Jugendsendung und folgte als Reporter für Fußball und Schwimmen den Fußstapfen seines Vaters. 1984 war er als Reporter bei den Olympischen Sommerspielen in Los Angeles eingesetzt. Ab 1985 moderierte er die ARD-Sendung Sport-Extra.
1987 wechselte er als freier Mitarbeiter in die Sportredaktion des ZDF, ist dort seit 1988 Livereporter für Schwimmen sowie seit 1992 Kommentator bei Fußballländerspielen. Seit Anfang 1993 ist er beim ZDF fest angestellt. Zudem trat er als Moderator der Sendungen ZDF-Sportreportage und Sport-Extra hervor.
Thomas Wark unterstützt als Botschafter die Initiative Respekt! Kein Platz für Rassismus.

## Auszeichnungen
- 1986: Auszeichnung bei den Kurzfilmtagen in Oberhausen für die Dokumentation Der Treueste Fan. Beobachtungen in der Neonazi-Szene